# Вайлі-Форд (Західна Вірджинія)
Вайлі-Форд (англ. Wiley Ford) — переписна місцевість (CDP) в США, в окрузі Мінерал штату Західна Вірджинія. Населення — 906 осіб (2020).

## Географія
Вайлі-Форд розташоване за координатами 39°36′55″ пн. ш. 78°45′41″ зх. д. / 39.61528° пн. ш. 78.76139° зх. д. (39.615175, -78.761355).  За даними Бюро перепису населення США в 2010 році переписна місцевість мала площу 7,46 км², уся площа — суходіл.

## Демографія
Згідно з переписом 2010 року, у переписній місцевості мешкало 1026 осіб у 464 домогосподарствах у складі 296 родин. Густота населення становила 137 осіб/км².  Було 511 помешкання (68/км²).
Расовий склад населення:
| - 99,0 % — білих - 0,4 % — чорних або афроамериканців - 0,2 % — корінних американців - 0,1 % — азіатів |

До двох чи більше рас належало 0,2 %. Частка іспаномовних становила 0,3 % від усіх жителів.
За віковим діапазоном населення розподілялося таким чином: 17,1 % — особи молодші 18 років, 59,8 % — особи у віці 18—64 років, 23,1 % — особи у віці 65 років та старші. Медіана віку мешканця становила 46,6 року. На 100 осіб жіночої статі у переписній місцевості припадало 95,4 чоловіків;  на 100 жінок у віці від 18 років та старших — 91,7 чоловіків також старших 18 років.
Середній дохід на одне домашнє господарство  становив 41 950 доларів США (медіана — 23 578), а середній дохід на одну сім'ю — 65 547 доларів (медіана — 60 170). Медіана доходів становила 31 964 долари для чоловіків та 37 045 доларів для жінок. За межею бідності перебувало 25,3 % осіб, у тому числі 34,6 % дітей у віці до 18 років та 37,8 % осіб у віці 65 років та старших.
Цивільне працевлаштоване населення становило 402 особи. Основні галузі зайнятості: транспорт — 27,1 %, мистецтво, розваги та відпочинок — 26,6 %, виробництво — 18,7 %.